# Damário Dacruz
Damário Dacruz (Salvador, 27 de julho de 1953 - Salvador, 21 de maio de 2010) foi um poeta, fotógrafo e jornalista brasileiro. Nascido em Salvador, é cidadão da cidade de Cachoeira, no recôncavo baiano. Faleceu no dia 21 de maio do ano de 2010, vítima de câncer de pulmão.
É autor do poema Todo Risco e um dos nomes representativos da geração de poetas da Bahia dos anos 70 e 80.
"As palavras, estas que sempre lhe acompanharam em vida, serviriam, mais uma vez, a expressar aquilo que o seu coração ansiava em dizer: adeus." (UFRB)

## Gran Finale
"Avise aos amigos 

que preparo o último verso
A vida dura menos que um poema
e no alvorecer mais próximo 
saio de cena.” 
Damário DaCruz

## Obras
Publicou três livros de poesia, dentre eles O Segredo das Pipas (2003), e cerca de 30 posters-poemas com mais de 100 000 exemplares vendidos.